# Landolphia sphaerocarpa
Landolphia sphaerocarpa är en oleanderväxtart som beskrevs av Henri Lucien Jumelle. Landolphia sphaerocarpa ingår i släktet Landolphia och familjen oleanderväxter. Inga underarter finns listade i Catalogue of Life.